# Dardanowie
Dardanowie – starożytne plemię Ilirów, zamieszkujące tereny położone nad górnym Wardarem, na półwyspie Bałkańskim.

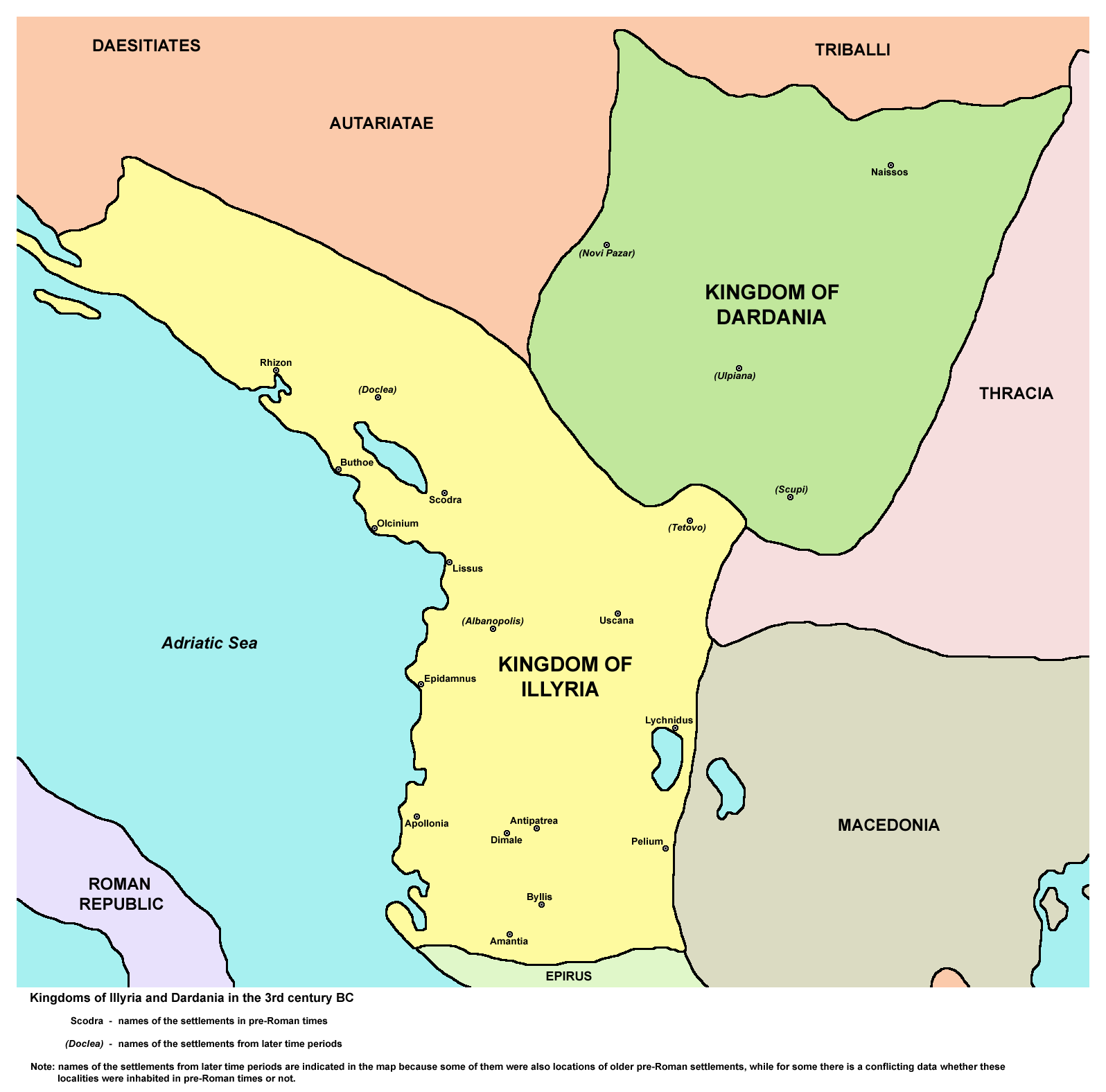
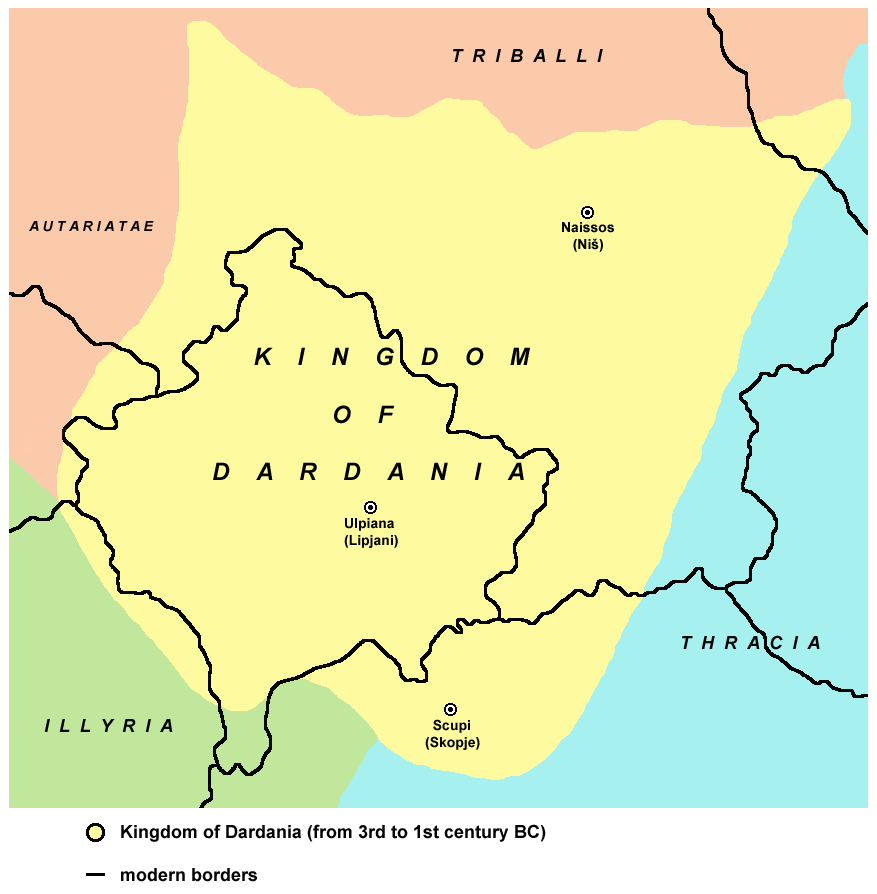
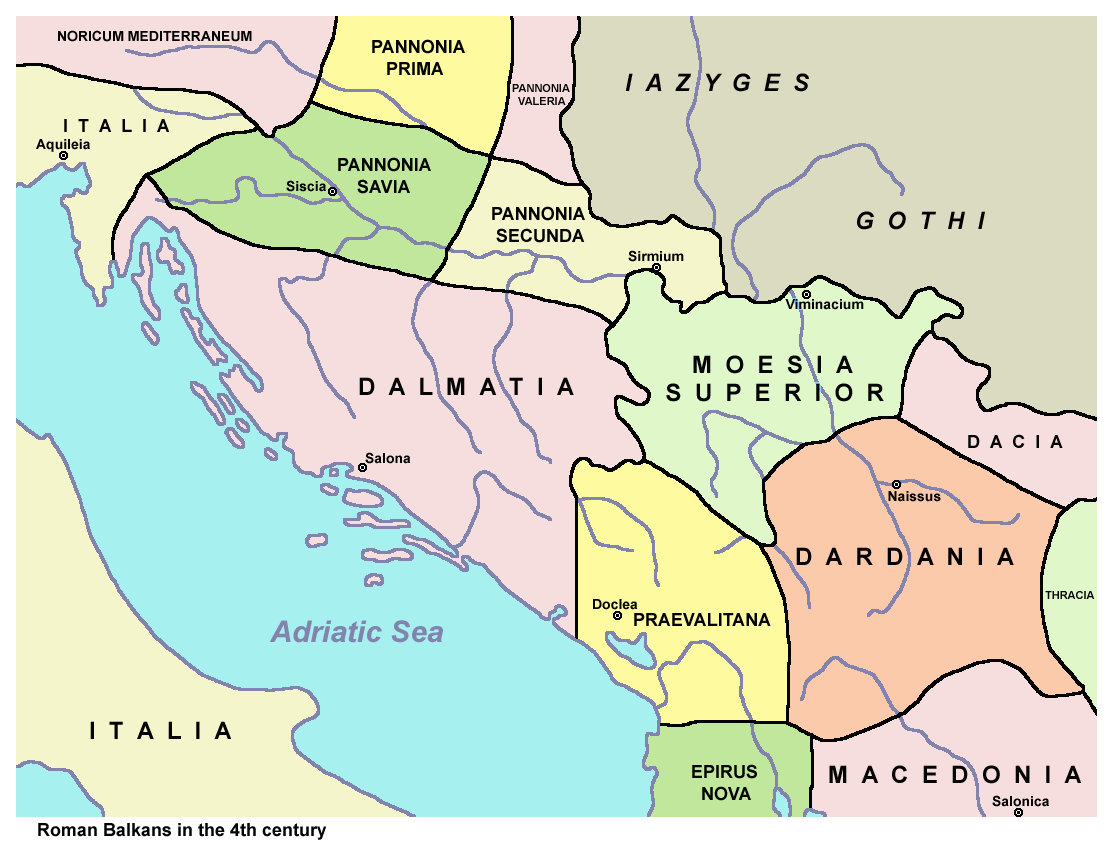
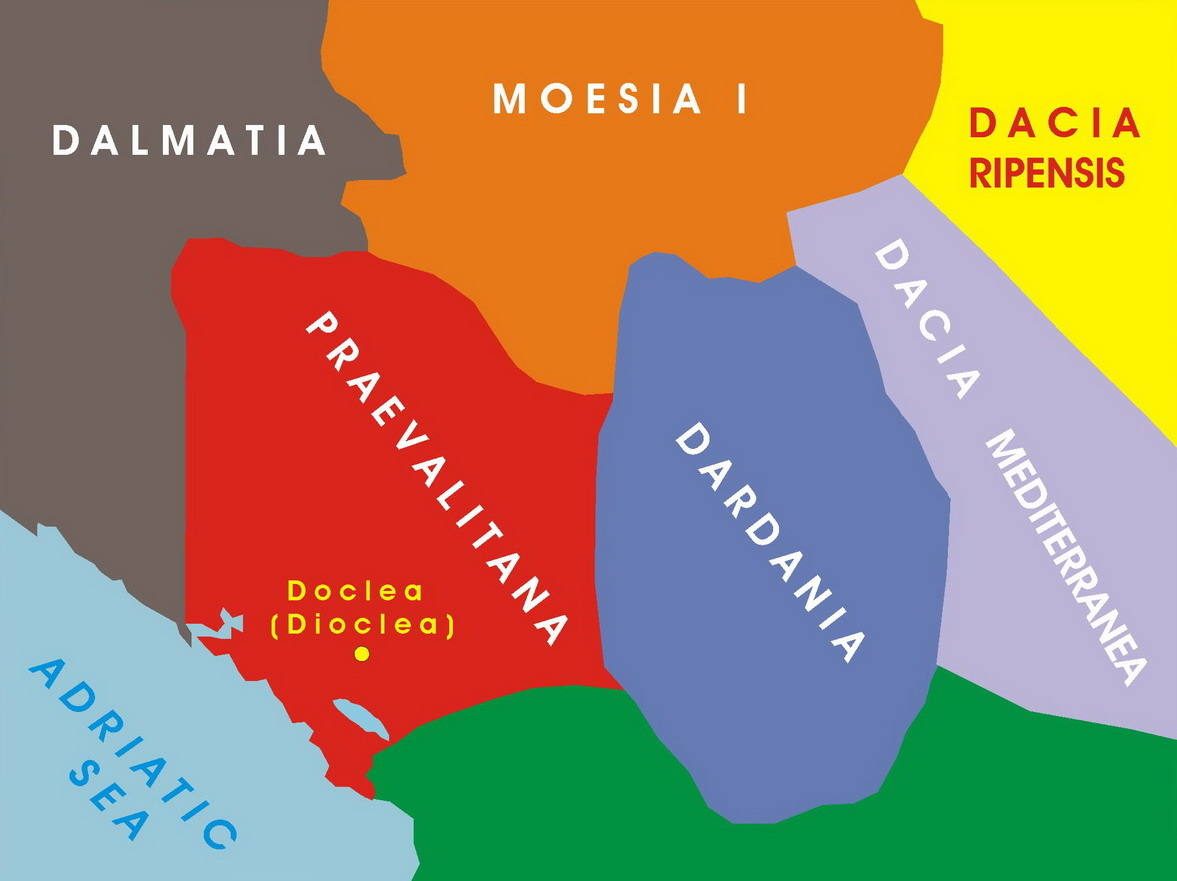
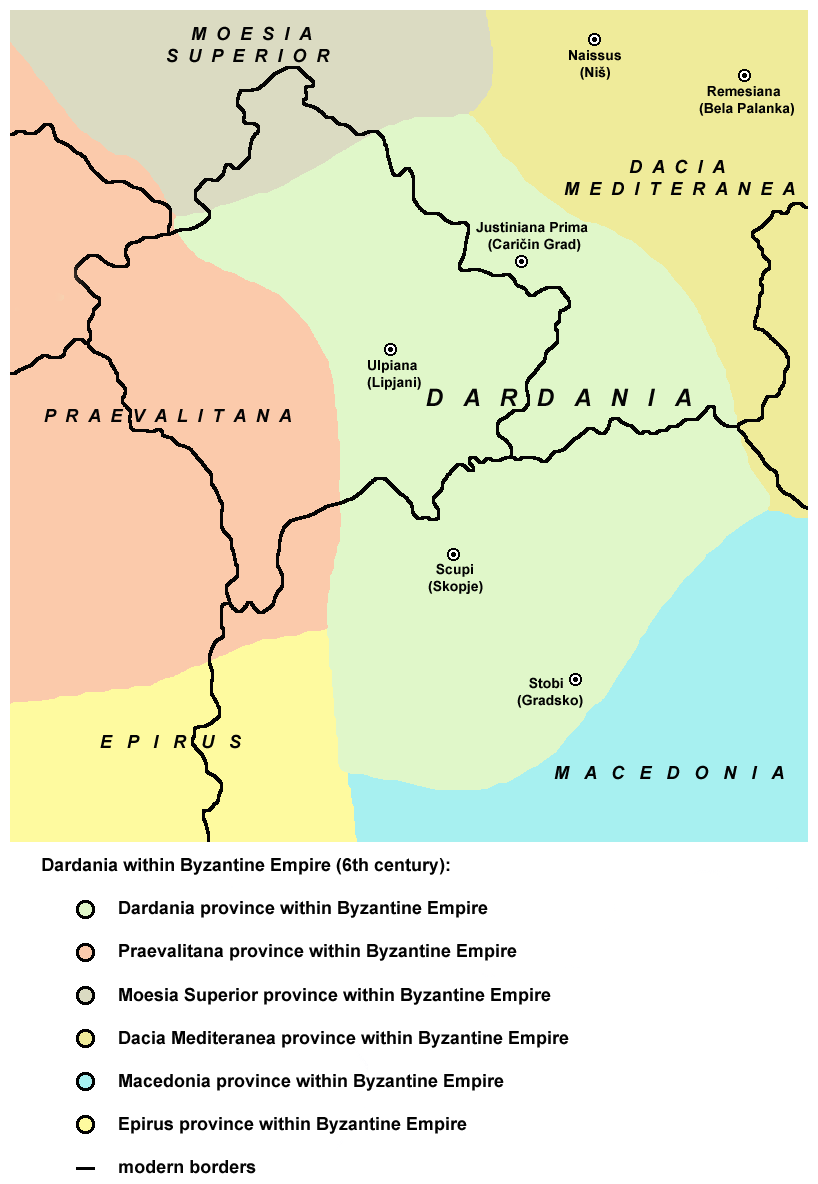